# Maxime Lucu
Pour le joueur français de rugby à XV né en 1989, voir Ximun Lucu.

a Compétitions nationales et continentales officielles uniquement.

b Matchs officiels uniquement.
Dernière mise à jour le 28 juin 2025.
Maxime Lucu, né le 12 janvier 1993 à Saint-Jean-de-Luz, est un joueur français de rugby à XV jouant au poste de demi de mêlée ou demi d'ouverture à l'Union Bordeaux Bègles.
Avec l'équipe de France, il remporte le Tournoi des Six Nations 2022 par Grand Chelem. Avec l'Union Bordeaux Bègles, il remporte la Champions Cup en 2025.
Il est le frère de Ximun Lucu, également joueur de rugby à XV professionnel.

## Biographie

### Jeunesse et formation
Né à Saint-Jean-de-Luz, Maxime Lucu est formé au SPUC, le club de Saint-Pée-sur-Nivelle. Alors qu'il joue sous les couleurs de l'Entente de la Nivelle, rassemblant les jeunes de Saint-Pée-sur-Nivelle, Saint-Jean-de-Luz, Ascain ou encore Sare, il est repéré par l'école de rugby du Biarritz olympique qu'il intègre en 2011. Il entre ensuite au centre de formation du club en 2014.

### Débuts professionnels à Biarritz (2014-2019)

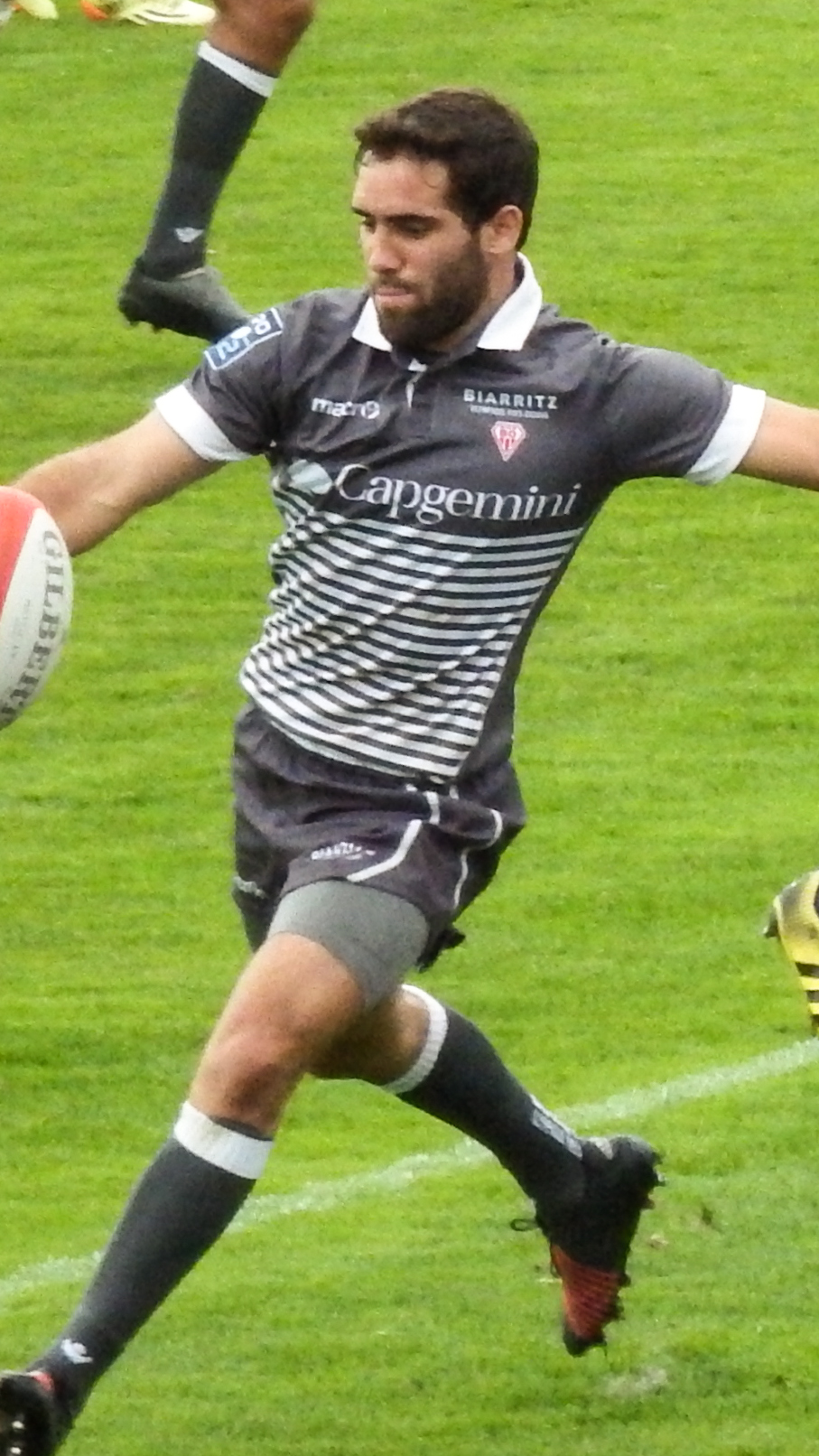
Maxime Lucu en 2016 avec le Biarritz olympique

Maxime Lucu fait ses débuts professionnels avec le Biarritz olympique le 24 août 2014 lors de la saison 2014-2015 de Pro D2. Il est titulaire et joue l'ensemble du match. Dès sa première saison, il s'impose dans son club, joue 27 matchs dont 25 en tant que titulaire et marque 195 points dont 4 essais.
La saison suivante, en 2015-2016 il signe en novembre 2015 son premier contrat professionnel d'une durée de 3 ans. Il joue 28 matchs durant la saison et marque 272 points.
Lors de la saison 2016-2017, il devient à 23 ans l'un des plus jeunes capitaines de l'histoire du club. Le 1er décembre 2017, le BO annonce qu'il prolonge son contrat jusqu'en 2021. Il termine la saison avec 30 matchs joués et 327 points inscrits faisant de lui le deuxième meilleur réalisateur du championnat derrière Thomas Ramos, alors joueur de Colomiers (345 points).
À l'issue de la saison 2017-2018, il est sélectionné avec les Baby Barbarians, qui regroupe les meilleurs joueurs français de Pro D2, pour affronter la Géorgie en mai 2018. Dans un match très serré de bout en bout, les Baby Babaas s'inclinent 16 à 15 à Tbilissi.
En 2018-2019, Maxime Lucu joue sa dernière saison à Biarritz. Il prend part à 29 rencontres et marque 299 points dont cinq essais. Son club termine à la septième place de Pro D2.

### Transfert à l'UBB et installation en équipe de France (depuis 2019)
En octobre 2018, il s'engage avec l'Union Bordeaux Bègles pour deux saisons, qu'il rejoint à partir de la saison 2019-2020. Il y remplace Baptiste Serin, parti à Toulon, et est mis en concurrence avec un autre ancien biarrot, Yann Lesgourgues. Durant sa première saison en Gironde, il joue 21 matchs toutes compétitions confondues, marquant 29 points dont un essai. En janvier 2020, il est même appelé pour la première fois dans le groupe de l'équipe de France pour préparer le Tournoi des Six Nations à la suite de la prise de fonction du nouveau sélectionneur Fabien Galthié, avec quatre de ses coéquipiers bordelais, Matthieu Jalibert, Cameron Woki, Cyril Cazeaux et Jefferson Poirot. Il quitte le groupe après le premier match gagné contre l'Angleterre sans avoir pu honorer sa première sélection.
En août 2020, en début de saison 2020-2021, il prolonge son contrat avec l'UBB jusqu'en 2024. Cette saison, il devient le titulaire indiscutable dans son club, jouant 28 matchs dont 24 en tant que titulaire. En Top 14, les Bordelais terminent quatrième de la phase régulière  et se qualifient pour les barrages durant lesquels ils battent l'ASM Clermont. En demi-finale, face au Stade toulousain, Maxime Lucu est titulaire mais son équipe est battue 24 à 21. De même en Coupe d'Europe, l'UBB est encore éliminée en demi-finale de la compétition par le Stade toulousain, qui réalise ensuite un doublé en remportant ces deux compétitions.
Pour la saison 2021-2022, Maxime Lucu reste le demi de mêlée titulaire devant Yann Lesgourgues et Jules Gimbert. En novembre 2021, il est de nouveau appelé avec les Bleus afin préparer la tournée d'automne. Il est sélectionné pour jouer le premier match contre l'Argentine, mais n'entre pas sur le terrain. Il connaît sa première cape une semaine plus tard, le 14 novembre 2021 à Bordeaux contre la Géorgie lorsqu'il entre en jeu à la place d'Antoine Dupont à la 59e minute (victoire 41-15),. Il participe ensuite, la semaine suivante, à la victoire historique des Français qui l'emportent 40 à 25 face aux All Blacks. Il remplace Dupont pour les cinq dernières minutes de jeu. Quelques mois plus tard, il est convoqué pour participer au Tournoi des Six Nations 2022. Il joue les cinq matchs du Tournoi en étant la doublure d'Antoine Dupont qu'il remplace à chaque fois en seconde période. Les Français remportent tous les matchs de la compétition, réalisant ainsi le Grand Chelem, le dixième de l'histoire du rugby tricolore, le premier depuis douze ans. Il s'agit du premier titre remporté en sélection nationale par Maxime Lucu. De retour en club, l'UBB termine troisième du classement général, élimine le Racing 92 en barrage, mais est battue en demi-finale par Montpellier. En Coupe d'Europe, les Bordelais sont éliminés en huitième de finale par le Stade rochelais.
À l'issue de cette saison, il est sélectionné pour participer à la tournée d'été de l'équipe de France au Japon. Profitant de l'absence d'Antoine Dupont, il connaît alors ses deux premières titularisations en bleu lors des deux matchs face au Japon,.
Durant la saison 2022-2023, Maxime Lucu est toujours le titulaire indiscutable à la mêlée devant Lesgourgues et Gimbert et est un des cadres de l'Union Bordeaux Bègles. Après un bon début de saison il est convoqué avec le XV de France pour participer à la tournée d'automne, en novembre 2022. Il joue les trois matchs que les Français remportent contre l'Australie, l'Afrique du Sud et le Japon. En janvier 2023, il est ensuite contraint de déclarer forfait pour le début du Tournoi des Six Nations 2023 à cause d'une petite entorse à la cheville survenue lors d'un match de Champions Cup face à Sale,. Il fait son retour dans le groupe français pour la quatrième journée du tournoi, face à l'Angleterre. Il joue ainsi les deux derniers matchs du tournoi en entrant en jeu à chaque fois et la France termine en deuxième position derrière l'Irlande qui réalise le Grand Chelem. De retour avec son club, il se qualifie jusqu'en demi-finale du championnat, où il est battu aux portes de la finale par le Stade rochelais (défaite 24 à 13),.
À l'issue de cette saison, il est nommé pour l'Oscar d'Or aux Oscars du Midi olympique, récompensant le meilleur joueur français de la saison.
Sélectionné fin juin 2023 dans une liste de 42 joueurs pour préparer la Coupe du monde 2023, il fait partie de la liste officielle des 33 joueurs qui joueront la compétition.
Le 28 juin 2024, il est titulaire et capitaine en finale du Top 14, organisée exceptionnellement au Stade Vélodrome de Marseille, face au Stade toulousain. Les Bordelais ne parviennent pas à inquiéter les Toulousains d'Antoine Dupont et s'inclinent sur le large score de 59 à 3.
L'année suivante, le 24 mai 2025, il est titulaire et capitaine en finale de la Champions Cup au Millennium Stadium de Cardiff face aux Northampton Saints. Les bordelo-béglais s'imposent 28 à 20 face aux Anglais et remportent ainsi le premier titre de l'histoire du club.

## Statistiques

### En club
| Saison                      | Saison                      | Championnat     | Championnat | Championnat | Championnat | Championnat | Championnat | Championnat | Compétitions EPCR                                    | Compétitions EPCR                                    | Compétitions EPCR                                    | Compétitions EPCR                                    | Compétitions EPCR                                    | Compétitions EPCR                                    | Compétitions EPCR                                    |
| Saison                      | Saison                      | Compétition     | M           | Pts         | Ess.        | Pén.        | Tr.         | Dp.         | Compétition                                          | M                                                    | Pts                                                  | Ess.                                                 | Pén.                                                 | Tr.                                                  | Dp.                                                  |
| --------------------------- | --------------------------- | --------------- | ----------- | ----------- | ----------- | ----------- | ----------- | ----------- | ---------------------------------------------------- | ---------------------------------------------------- | ---------------------------------------------------- | ---------------------------------------------------- | ---------------------------------------------------- | ---------------------------------------------------- | ---------------------------------------------------- |
| 2014-2015                   | Biarritz olympique          | Pro D2          | 27          | 195         | 4           | 39          | 29          | -           | Pas de qualification pour une compétition européenne | Pas de qualification pour une compétition européenne | Pas de qualification pour une compétition européenne | Pas de qualification pour une compétition européenne | Pas de qualification pour une compétition européenne | Pas de qualification pour une compétition européenne | Pas de qualification pour une compétition européenne |
| 2015-2016                   | Biarritz olympique          | Pro D2          | 28          | 272         | 6           | 58          | 34          | -           | Pas de qualification pour une compétition européenne | Pas de qualification pour une compétition européenne | Pas de qualification pour une compétition européenne | Pas de qualification pour une compétition européenne | Pas de qualification pour une compétition européenne | Pas de qualification pour une compétition européenne | Pas de qualification pour une compétition européenne |
| 2016-2017                   | Biarritz olympique          | Pro D2          | 30          | 327         | 3           | 76          | 42          | -           | Pas de qualification pour une compétition européenne | Pas de qualification pour une compétition européenne | Pas de qualification pour une compétition européenne | Pas de qualification pour une compétition européenne | Pas de qualification pour une compétition européenne | Pas de qualification pour une compétition européenne | Pas de qualification pour une compétition européenne |
| 2017-2018                   | Biarritz olympique          | Pro D2          | 29          | 140         | 6           | 22          | 22          | -           | Pas de qualification pour une compétition européenne | Pas de qualification pour une compétition européenne | Pas de qualification pour une compétition européenne | Pas de qualification pour une compétition européenne | Pas de qualification pour une compétition européenne | Pas de qualification pour une compétition européenne | Pas de qualification pour une compétition européenne |
| 2018-2019                   | Biarritz olympique          | Pro D2          | 29          | 299         | 5           | 61          | 44          | 1           | Pas de qualification pour une compétition européenne | Pas de qualification pour une compétition européenne | Pas de qualification pour une compétition européenne | Pas de qualification pour une compétition européenne | Pas de qualification pour une compétition européenne | Pas de qualification pour une compétition européenne | Pas de qualification pour une compétition européenne |
| Total Biarritz olympique    | Total Biarritz olympique    | Pro D2          | 143         | 1233        | 24          | 256         | 171         | 1           | Pas de qualification pour une compétition européenne | Pas de qualification pour une compétition européenne | Pas de qualification pour une compétition européenne | Pas de qualification pour une compétition européenne | Pas de qualification pour une compétition européenne | Pas de qualification pour une compétition européenne | Pas de qualification pour une compétition européenne |
| 2019-2020                   | Union Bordeaux Bègles       | Top 14          | 16          | 27          | 1           | 4           | 5           | -           | Challenge européen                                   | 5                                                    | 2                                                    | -                                                    | -                                                    | 1                                                    | -                                                    |
| 2020-2021                   | Union Bordeaux Bègles       | Top 14          | 23          | 58          | 1           | 13          | 7           | -           | Coupe d'Europe                                       | 5                                                    | 2                                                    | -                                                    | -                                                    | 1                                                    | -                                                    |
| 2021-2022                   | Union Bordeaux Bègles       | Top 14          | 20          | 123         | -           | 31          | 15          | -           | Coupe d'Europe                                       | 3                                                    | 19                                                   | -                                                    | 5                                                    | 2                                                    | -                                                    |
| 2022-2023                   | Union Bordeaux Bègles       | Top 14          | 22          | 99          | 1           | 23          | 11          | 1           | Champions Cup                                        | 2                                                    | -                                                    | -                                                    | -                                                    | -                                                    | -                                                    |
| 2023-2024                   | Union Bordeaux Bègles       | Top 14          | 5           | 26          | -           | 6           | 4           | -           | Champions Cup                                        | 2                                                    | 21                                                   | 1                                                    | 2                                                    | 5                                                    | -                                                    |
| Total Union Bordeaux Bègles | Total Union Bordeaux Bègles | Top 14          | 86          | 333         | 3           | 77          | 42          | 1           | Compétitions EPCR                                    | 17                                                   | 44                                                   | 1                                                    | 7                                                    | 9                                                    | 0                                                    |
| Total                       | Total                       | Top 14 / Pro D2 | 229         | 1566        | 27          | 333         | 213         | 2           | Compétitions EPCR                                    | 17                                                   | 44                                                   | 1                                                    | 7                                                    | 9                                                    | 0                                                    |

### Internationales
Au 15 mars 2025, Maxime Lucu compte 27 sélections en équipe de France, pour douze points inscrits. Il a pris part à quatre éditions du Tournoi des Six Nations, en 2022, 2023, 2024 et 2025 et à une édition de la coupe du monde en 2023.
| Année | Compétition    | Matchs | Points | Essais | Pénal. | Transf. | Drops |
| ----- | -------------- | ------ | ------ | ------ | ------ | ------- | ----- |
| 2021  | Test matchs    | 2      | -      | -      | -      | -       | -     |
| 2022  | Six Nations    | 5      | -      | -      | -      | -       | -     |
| 2022  | Test matchs    | 4      | 5      | -      | 1      | 1       | -     |
| 2023  | Six Nations    | 2      | -      | -      | -      | -       | -     |
| 2023  | Test matchs    | 2      | -      | -      | -      | -       | -     |
| 2023  | Coupe du monde | 3      | -      | -      | -      | -       | -     |
| 2024  | Six Nations    | 5      | 5      | 1      | -      | -       | -     |
| 2024  | Test matchs    | 1      | -      | -      | -      | -       | -     |
| 2025  | Six Nations    | 3      | 2      | -      | -      | 1       | -     |
| Total | Total          | 27     | 12     | 1      | 1      | 2       | 0     |

| Adversaire       | Matchs joués | Victoires | Défaites | Nuls | Essais | Points | % de victoire |
| ---------------- | ------------ | --------- | -------- | ---- | ------ | ------ | ------------- |
| Géorgie          | 1            | 1         | 0        | 0    | 0      | 0      | 100           |
| Nouvelle-Zélande | 2            | 2         | 0        | 0    | 0      | 0      | 100           |
| Italie           | 4            | 3         | 0        | 1    | 0      | 2      | 75            |
| Irlande          | 3            | 2         | 1        | 0    | 0      | 0      | 66.67         |
| Écosse           | 3            | 3         | 0        | 0    | 0      | 0      | 100           |
| Pays de Galles   | 3            | 3         | 0        | 0    | 1      | 5      | 100           |
| Angleterre       | 3            | 3         | 0        | 0    | 0      | 0      | 100           |
| Japon            | 4            | 4         | 0        | 0    | 0      | 5      | 100           |
| Afrique du Sud   | 1            | 1         | 0        | 0    | 0      | 0      | 100           |
| Fidji            | 1            | 1         | 0        | 0    | 0      | 0      | 100           |
| Uruguay          | 1            | 1         | 0        | 0    | 0      | 0      | 100           |
| Total            | 26           | 24        | 1        | 1    | 1      | 12     | 92.31         |

| Numéro | Date         | Lieu                        | Adversaire     | Compétition                  | Résultat | Score |
| ------ | ------------ | --------------------------- | -------------- | ---------------------------- | -------- | ----- |
| 1      | 10 mars 2024 | Millennium Stadium, Cardiff | Pays de Galles | Tournoi des Six Nations 2024 | Victoire | 24-45 |

## Palmarès

### En club
- Finaliste du Championnat de France en 2024 et 2025 avec l'Union Bordeaux Bègles.
- Vainqueur de la Champions Cup en 2025 avec l'Union Bordeaux Bègles.

### En sélection nationale
- Vainqueur du Tournoi des Six Nations en 2022 (Grand Chelem) et 2025 avec l'équipe de France.

#### Tournoi des Six Nations
| Édition          | Rang | Résultats France | Résultats Lucu | Matchs Lucu |
| ---------------- | ---- | ---------------- | -------------- | ----------- |
| Six Nations 2022 | 1    | 5 v, 0 n, 0 d    | 5 v, 0 n, 0 d  | 5/5         |
| Six Nations 2023 | 2    | 4 v, 0 n, 1 d    | 2 v, 0 n, 0 d  | 2/5         |
| Six Nations 2024 | 2    | 3 v, 1 n, 1 d    | 3 v, 1 n, 1 d  | 5/5         |
| Six Nations 2025 | 1    | 4 v, 0 n, 1 d    | 3 v, 0 n, 0 d  | 3/5         |

Légende : v = victoire ; n = match nul ; d = défaite ; la ligne est en gras quand il y a Grand Chelem.

#### Coupe du monde
| Édition     | Rang               | Résultats France | Résultats Lucu | Matchs Lucu |
| ----------- | ------------------ | ---------------- | -------------- | ----------- |
| France 2023 | Quart-de-finaliste | 4 v, 0 n, 1 d    | 3 v, 0 n, 0 d  | 3/5         |